# Стив Харис
Стивен Перси Харис (енгл. Stephen Percy Harris; Лејтонстон, 12. мартa 1956) је енглески музичар, текстописац и басиста. Оснивач је британске хеви метал групе Iron Maiden.

## Биографија
Стив (Stephen Percy Harris) или како га другови зову Хари рођен је 12. марта 1956. године у Лејтонстону - Лондон, Енглеска, одрастао је у источном делу Лондона.
Као дечак био је опседнут фудбалом (играо у младој постави Вест Хем Јунајтеда) и могао је да постане професионални фудбалер да се није окренуо музици и изабрао прави пут. Своју музичку каријеру почиње као клавијатуриста, да би се тек касније определио за бас-гитару. Године 1971. Стив купује бас-гитару (копија „Фендера") која је у то време коштала великих 40 фунти и вежба уз своје омиљене плоче. Велики утицај на њега имао је бенд Jethro Tull, али и остале групе тог времена као што су Black Sabbath, Genesis (рани период), Thin Lizzy ...
Почетком седамдесетих постаје члан групе - Џипсиз кис (Gipsy's Kiss). Група је упочетку свирала обраде туђих песама а касније и своје композиције. Године 1975. постаје члан групе Смајлер (Smiler).
Године 1976. формира Iron Maiden где свира до данас. Током 35 година рада бенда снимили су петнаест албума, продали 85 милиона плоча и одржали преко 2000 концерата у 58 земаља.
Стив Харис уводи нови стил свирања бас-гитаре који се данас назива `галопирање`.
Постаје узор многим бас-гитаристима широм света и стиче поштовање својих колега.
Утицаји: На скоро све хеви метал бендове од почетка осамдесетих.